# رياضة عالية الأداء

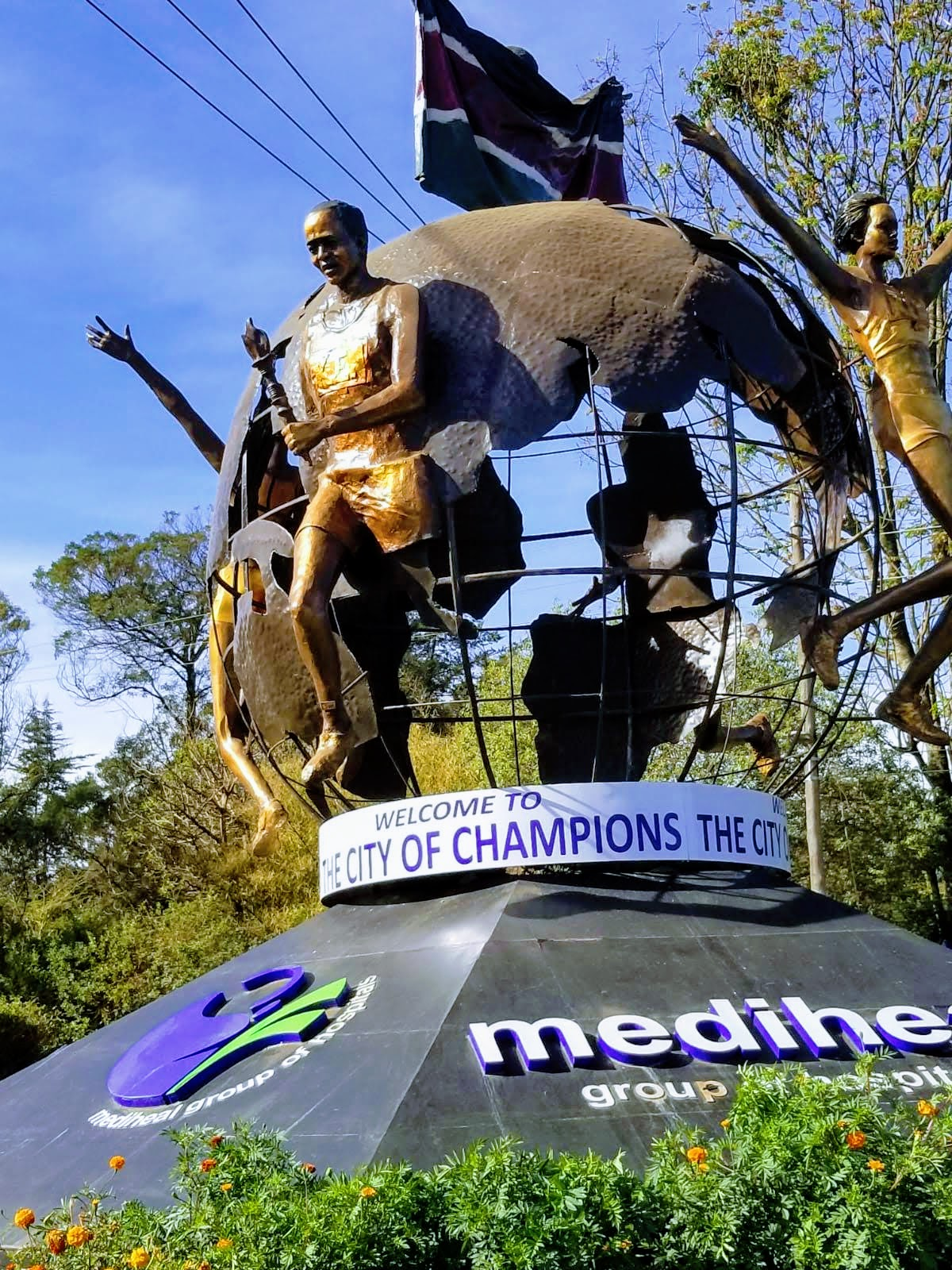
نصب تذكاري.

الرياضة عالية الأداء أو رياضة النخبة هي الرياضة على أعلى مستوى من المنافسة. في الإدارة الرياضية «الرياضة عالية الأداء»، حيث يتم التركيز على الفوز في المسابقات المرموقة، يتميز عن «الرياضة الجماعية» أو «الرياضة الترفيهية»، حيث يتم التركيز على جذب أكبر عدد من المشاركين.
تتداخل الرياضة عالية الأداء مع المستويات العليا للرياضة المحترفة؛ في مجال الرياضة المهنية، ومن المعروف أن مستويات النخبة من هذه الرياضة، خاصة في أمريكا الشمالية، كبطولات كبرى. من ناحية أخرى، قد يكون المتنافسون من النخبة في الألعاب الأولمبية أو الألعاب العالمية في بعض رياضات الأقليات بدوام جزئي أو يعتمدون على المنح الحكومية. وبالمثل الطلاب الرياضيين، وخاصة في كلية الرياضة، غالبا ما تكون عالية الأداء على الرغم من كونهم هواة اسميًا.
الدافع وراء الكثير من الأبحاث في علم النفس الرياضي والطب الرياضي هو احتياجات النخبة بدلاً من الرياضيين. المنشطات في الرياضة هو أكثر شيوعًا على مستويات النخبة، والبحوث في المواد المعززة للأداء قد غذتها حملة النجاح، هذا على الرغم من كون الممارسة غير قانونية بشكل صارم على جميع مستويات اللعب تقريبًا.
وقد تكون وكالات الدولة المستقلة مسؤولة عن الرياضة عالية الأداء وعن الرياضة الجماعية؛ غالبًا ما يكون للهيئات الحاكمة الوطنية لرياضة معينة وحدات إدارية منفصلة لدعم الرياضيين النخبة وتمويل الرياضيين الذين من المحتمل أن يفوزوا بميداليات أولمبية. في السياسة العامة، يمكن تبرير تمويل الرياضة عالية الأداء لأسباب تتعلق بالهيبة الوطنية أو كأداة تسويقية لتشجيع الرياضة الجماعية. استثمرت دول الكتلة الشرقية في رياضة النخبة خلال الحرب الباردة. بدأت الدول الغربية في إنشاء معاهد للرياضة لغرض مماثل من الثمانينات، مع الأكاديميات الرياضية لرعاية الرياضيين الشباب الواعدين. ويمكن لهذه المعاهد أن تحدد أهدافًا من حيث الترتيب الوطني على جدول الميداليات الأولمبية.